# Il Signore degli Anelli: La guerra del Nord
Il Signore degli Anelli: La guerra del Nord (The Lord of the Rings: War in the North) è un videogioco di ruolo, basato su avvenimenti e battaglie in contemporanea alla Guerra dell'Anello, trattata solo in alcuni dettagli e in vari appendici dei libri dell'opera di John Ronald Reuel Tolkien.

## Trama
La creazione del gioco è stata principalmente ispirata dalla seguente frase di Gandalf il Bianco: "Con la sua lunga mano, Sauron avrebbe potuto compiere azioni malvagie al Nord. Eppure, tutto ciò è stato evitato grazie al manipolo di eroi che gli si sono opposti".
La storia parla di tre eroi di diversa etnia: Eradan dei Dunedain, un Ramingo; Farin, un Nano di Erebor; e Andriel, un Elfo femmina proveniente da Gran Burrone. I tre intraprendono un lungo ed estenuante viaggio a nord della Terra di Mezzo con l'obiettivo di scongiurare e distruggere le armate del Númenóreano Nero Agandaûr, le quali, ormai molto potenti e numerose, sono prossime a scagliare un violento attacco alla Terra di Mezzo.

### Brea (capitolo 1 prologo)
In questa piccola località ad Est della Contea, Eradan, Andriel e Farin, rappresentanti delle rispettive tre razze di Uomini, Elfi e Nani, si incontrano con Granpasso, in attesa della visita del portatore dell'anello, al quale riferiscono di un recente attacco condotto contro i Raminghi del Sud di Halbarad da parte dei Nazgûl sotto il comando del Re Stregone di Angmar; prima di congedarsi dal massacro, questi si era appellato a un fedele servo di nome Agandaûr, ordinandogli di adunare tutte le legioni di orchi a Nord della Terra di Mezzo allo scopo di scatenare una grande e sanguinosa guerra. 
I tre amici hanno anche la possibilità di parlare e fare la conoscenza con alcuni cittadini di Brea, come il padrone della locanda de "Il Puledro Impennato" Omorzo Farfaraccio, lo strano Hobbit amante degli indovinelli Tedder Hedgerow, Rowlie Meladoro, il commerciante Adalgard Oldbank, il fabbro Elmund Brushwood, Idona Bellflower, Otto Aster e Harley Bramble.

### Fornost (capitolo 1)
- Cancello Principale. Dopo aver informato e consultato Aragorn, i tre amici decidono di inseguire Agandaûr nella sua presunta fortezza a Fornost. Dopo aver affrontato un vasto numero di Goblin soldato e Goblin selvatici, incontrano e liberano Beleram, una maestosa aquila maschile, servitrice del grande Gwaihir. Da quel momento in poi, Beleram decide di aiutare il trio appena possibile.
- I Bastioni. Eradan, Andriel e Farin procedono lungo le mura di cinta, imbattendosi in altri Goblin, stranamente capeggiati da due potenti stregoni: uno di essi, alla sua sconfitta, lascia cadere una misteriosa pergamena scritta in lingua di Mordor intitolata Culto dell'Occhio senza Palpebre, trattasi di uno dei sette testi magici che Agandaûr ha donato alle sue armate per diffondere la conoscenza delle arti magiche.
- I quartieri esterni. I tre eroi proseguono incontrando nuovamente un vasto numero di Goblin, questa volta muniti di una balista e spalleggiati da un Troll della Pietra.
- I quartieri interni. Avanzando incontrano Elladan e Elrohir, i figli gemelli di Elrond, i quali si uniscono alla battaglia contro il nemico comune e fanno la spiacevole conoscenza dei Goblin genieri, creature munite di polvere esplosiva, disposti ad autodistruggersi pur di annientare il nemico.
- La Cittadella. Successivamente, dopo aver attraversato i quartieri della città e affrontato altri goblin e orchi, la piccola compagnia raggiunge il cancello della torre.
- Torre della Cittadella. Arrivati qui, si confrontano con Tharzog, capo delle tribù degli orchi di Monte Gram, e le sue guardie. Dopo averli sconfitti, i tre eroi raggiungono la cima della torre, dove Elladan ed Elrohir stanno combattendo contro Agandaûr: rendendosi ora conto della reale forza dei suoi avversari, questi decide di scappare verso il suo rifugio a Nord, a cavallo di una creatura alata.

### Guado del Sarn (capitolo 2 prologo)
Dopo aver salutato Beleram, Elladan e Elrohir, i tre eroi ritornano da Halbarad al guado del Sarn. Il Ramingo confida di aver avuto enormi perdite fra la sua gente e consiglia ai tre eroi di dirigersi a Gran Burrone, dove potranno avere informazioni a proposito dell'attacco dei Cavalieri Neri, invitandoli allo stesso tempo a recuperare due suoi compagni Raminghi, Luin e Kilaran, dispersi più a nord nelle Tumulilande.

### Tumulicolli (capitolo 2)
- I Tumulicolli. Eradan, Andriel e Farin si addentrano nelle Tumulilande in cerca dei due Raminghi dispersi. Lungo il cammino, sono costretti ad affrontare i non-morti e gli ostili Fantasmi dei Tumuli.
- Tumulo di Amon Gorthad. Dopo essersi addentrato nel tetro tumolo riescono a trovare e liberare Luin, che era stato rapito dai non-morti. Successivamente riescono a trovare anche Kilaran, che però ormai è sotto l'influsso del Signore dei Fantasmi dei Tumuli stesso. Dopo averlo sconfitto Eradan e gli altri abbandonano quel luogo di morte, dirigendosi a Gran Burrone per consultare i preziosi consigli di Elrond.

### Gran Burrone (capitolo 3 prologo)
Qui il trio si consulta con Elrond riguardo ad alcuni reperti necromantici trovati precedentemente a Fornost, e apprende parte della storia di Sauron e dei Númenóreani Neri. Elrond ipotizza che il nemico stia radunando le sue armate presso le Ettenlande, e così incita il trio a esplorarle. Il trio fa anche la conoscenza di Gandalf, il quale li mette al corrente della Compagnia dell'Anello, e in seguito fa amicizia con Frodo, Bilbo, Glóin, Arwen, Legolas, Gimli, la sovrintendente di Elrond Elaurë e il fabbro Angmir, a cui ci si può rivolgere per la creazione di una potente arma usando i manufatti trovati a Fornost. Dopo aver salutato e ringraziato per l'ospitalità, Eradan, Andriel e Farin si incamminano alla volta degli Erenbrulli.

### Ettenlande (capitolo 3)
- Le Freddelande. Attraversando le brughiere del nord, i nostri protagonisti incappano in numerosi gruppi di orchi e di Troll di caverna e incontrano nuovamente Beleram, il quale li informa che il suo popolo è stato attaccato da Bargrisar, un gigante di pietra rinnegato dai membri della sua stessa razza, successivamente corrotto nell'animo da Agandaûr e al comando della forza di nemici riuniti nelle Ettenlande.
- Le alte brughiere. I tre si incamminano all'interno di grotte tetre e profonde, facendosi strada attraverso un grande numero di Orchi e Troll.
- Baratro di pietra. Una volta superate le brughiere raggiungono un baratro di pietra dove Eradan, Andriel e Farin ingaggiano un combattimento con Bargrisar stesso. Nonostante la forza e la tenacia dei tre, la vittoria giunge solo grazie a Beleram che piomba dal cielo in extremis inferendo al gigante il colpo di grazia. Poco dopo giungono altre tre aquile: Gwaihir, Armenel e Baranthor. Queste ultime due, insieme a Beleram, si offrono di trasportare sul dorso i tre eroi, fino a Gran Burrone, ove informare Elrond dei recenti avvenimenti.

### Gran Burrone, il ritorno (capitolo 4 prologo)
Ritornati a Imladris, il trio si consulta ancora una volta con sire Elrond riferendo i dettagli dell'escursione nelle Ettenlande mettendolo al corrente della morte del gigante Bargrisar. Elrond quindi formula l'ipotesi che il nemico si sia rifugiato a Monte Gundabad ed esorta il trio a partire per la nuova meta.

### Monte Gundabad (capitolo 4)
- Valichi Alpini. Eradan, Andriel e Farin decidono di ripartire all'inseguimento di Agandaûr, dirigendosi in compagnia delle tre aquile alla volta del monte Gundabad, un tempo grande dimora dei figli di Durin. Dopo essere arrivati nei pressi del monte, i tre eroi vi si introducono, facendosi strada tra le innumerevoli orde di Orchi e Troll corazzati che ormai hanno lì dimora fissa da tempi remoti.
- Interno della montagna. Una volta entrati trovano Anar, un nano moribondo che li incita a trovare e aiutare i suoi amici Nani. I tre si incamminano dunque nelle profondità della montagna incappando in Orchi e Uruk-hai.
- La camera del cancello. Fanno infine la conoscenza di due Nani, Bruni e Nordri, con cui si alleano allo scopo di attivare un'antica arma nanica. Prima di essere sopraffatti numericamente dalle orde nemiche, la piccola compagnia di eroi riesce ad attivarla, facendo crollare in questo modo un'intera zona della montagna e assottigliando l'esercito di orchi riunitosi per la guerra. Eradan, Andriel, Farin e i due Nani, condannati ormai a morte certa tra le frane della montagna, vengono fortunatamente salvati da Beleram, Armenel e Baranthor, che riescono in tempo a trarre in salvo tutti e cinque e a portarli a Nordinbad.

### Nordinbad (capitolo 5 prologo)
In questo luogo, una delle ultime dimore di Nani ormai rimaste intatte sugli Ered Mithrin, i tre amici fanno la conoscenza di Gorin, signore di Nordinband, il quale li informa che Agandaûr ha intenzione di allearsi con un potente drago: Úrgost. Fanno poi anche conoscenza del commerciante Galar e del fabbro Buri. Eradan, Andriel e Farin decidono così di affrontare prima il drago, lasciando momentaneamente in sospeso i conti con Agandaûr. Gorin però avverte il trio che nessuno sa dove egli dimora, a parte forse il grande mago Radagast, il quale abita a Bosco Atro. Così il trio, insieme alle loro amiche aquile, decide di dirigersi lì.

### Bosco Atro (capitolo 5)
- I sentieri ombrosi. Prima di poter giungere al suolo, i tre vengono attaccati in volo dal Númenóreano Nero Wulfrun, che dopo averli "disarcionati" dalle aquile ingaggia con loro un estenuante combattimento a colpi di incantesimi nel cuore della foresta. Dopo esser riusciti a sconfiggere il maligno necromante, Eradan, Andriel e Farin si incamminano nella fitta e oscura vegetazione di Bosco Atro, alla ricerca del mago Radagast.
- Il bosco ammantato di ragnatele. Dopo essere giunti finalmente alla dimora dello stregone, costituita da un enorme albero cavo, l'unico segno che trovano è il suo bastone abbandonato a terra. Prima ancora di decidere dunque sul da farsi, il trio subisce e affronta un'imboscata di ragni giganti.
- Paludi del Reame Boscoso. Decisi a trovare ad ogni costo Radagast, Eradan e gli altri si rimettono subito in marcia, incappando però in un numero sempre più frequente di ragni giganti e orchi mandati da Dol Guldur. Nel corso della loro missione, I tre amici hanno la possibilità di liberare Glorhirin, un elfo proveniente dal reame di re Thranduil, mandato a sud della foresta come esploratore e catturato dagli orchi, il quale ottiene l'aiuto del trio a trovare il suo compagno Galron, di cui però alla fine si saprà che era stato sopraffatto durante la cattura. I tre eroi intuiscono allora che la presenza di tali creature sia tutt'altro che casuale, quanto piuttosto una parte di un piano degli antagonisti.
- Cuore della ragnatela. Eradan, Andriel e Farin ben presto hanno la conferma dei loro timori trovando infine Radagast imprigionato in un'enorme ragnatela, custodita da Saenathra, figlia di Shelob e regina della colonia di ragni di Bosco Atro. Dopo essere riusciti a sopraffare la gigantesca creatura, i tre eroi liberano Radagast, il quale li ringrazia e rivela loro il luogo esatto degli Ered Mithrin dove dimora il drago Úrgost. Così, una volta ottenuta l'informazione, si congedano dal mago e partono con l'aquila Beleram alla volta della tana del drago.

### Antro di Úrgost (capitolo 6)
- Le Montagne Grigie. Situato sugli Ered Mithrin, dove un tempo abitavano le Barbelunghe e di cui restano antiche rovine, è ora dimora del potente, avido e astuto drago Úrgost, ultimo sopravvissuto della sua specie. Prima di poter raggiungere la tana del drago, i tre eroi sono costretti ad affrontare Uruk-hai e uomini malvagi, incluso un Númenóreano Nero di Carn Dûm, inviato da Agandaûr al solo scopo di ostacolare il trio.
- Antro di Urgost. Dopo essere riusciti a farsi strada tra gli innumerevoli ostacoli, finalmente Eradan, Andriel e Farin varcano la soglia della tana di Úrgost, il quale, disponendo di una grande astuzia e di un acuto olfatto, li scopre subito. Accorgendosi immediatamente della reale mole e forza di Úrgost, Eradan decide di utilizzare l'inganno per aggirare il drago, sottraendogli diverse informazioni preziose. Il drago rivela alla piccola compagnia che Agandaûr vorrebbe i suoi servigi in guerra, in cambio dell'intero reame di Nordinbad, ma afferma anche che a lui non interessa il reame di Nordinbad ma bensì quello di Carn Dûm da lui sempre bramato. Úrgost inoltre rivela che potrebbe tranquillamente uccidere Agandaûr con le sue fiamme, e prendersi l'intero reame di Carn Dûm, ma così scatenerebbe su di lui l'ira e la vendetta di Sauron, che teme. Alla fine, Eradan e gli altri si offrono volenterosi di fare il lavoro sporco al posto suo, in cambio della parola del drago che rimarrà neutrale nel corso della guerra. Prima di congedarsi però dal drago, quest'ultimo li avverte che Agandaûr, da poco venuto in visita da lui, gli aveva confidato che stava muovendo guerra contro Nordinbad. Sentendo quelle parole, i tre richiamano a sé immediatamente Beleram con il quale si dirigono tempestivamente alla città dei Nani.

### L'assedio di Nordinbad (capitolo 7)
Una volta giunti qui, Eradan, Andriel e Farin si accorgono che ormai sono caduti molti Nani e che il cortile esterno è stato violato da Orchi e Troll. Ma nonostante la situazione disperata i tre eroi si battono con valore difendendo la porta principale e respingendo le forze nemiche, comandate da un possente capitano degli Orchi. Nel corso della battaglia, nel tentativo di difendere il cancello principale da dei Troll corazzati, le aquile Armenel e Baranthor perdono la vita con valore, mentre Beleram rimane gravemente ferito.

### Nordinbad, il seguito (capitolo 8 prologo)
Una volta affidato Beleram alle cure dei Nani superstiti, la piccola compagnia, colma di rabbia per gli amici caduti, si dirige a Carn Dûm, decisa ad eliminare Agandaûr una volta per tutte.

### Carn Dûm (capitolo 8)
- Carn Dûm. Non disponendo più delle aquile, Eradan, Andriel e Farin raggiungono a piedi attraverso le montagne questo tetro luogo maledetto, un tempo capitale di Angmar e dimora del Re Stregone. Dopo essere riusciti a penetrare nella fortezza grazie a un canale di scolo per rifiuti, i tre eroi si ritrovano ad affrontare un enorme numero di nemici costituiti da Troll corazzati e Uomini corrotti e crudeli, un tempo abitanti del Dunland.
- Cittadella di Carn Dûm. Una volta sconfitti i nemici e dopo l'arrivo di Beleram, che uccide a fatica la bestia alata di Agandaûr, il terzetto affronta quest'ultimo, il quale, oltre a far uso della sua forza bruta, utilizza fulmini e la magia oscura; la piccola compagnia riesce infine a sconfiggerlo e ponendo fine al suo regno di terrore. Nel duello finale, il trio potrà scegliere se avvalersi dell'aiuto di Beleram. In tal caso Beleram giungerà in battaglia, afferrando Agandaûr e infliggendogli un pesante danno, ma poi, anche per via delle ferite riportate in precedenza, verrà sorpreso e inlfizato mortalmente nel petto dalla spada del nemico, il che però consentirà ai tre protagonisti di cogliere l'attimo giusto per eliminare definitivamente Agandaûr. Se invece il trio rifiuterà l'aiuto di Beleram nello scontro finale, la grande aquila sopravviverà e si offrirà di condurre i tre a Gran Burrone.

Morto Agandaûr, il trio riceve la visita di Úrgost, giunto per impossessarsi di Carn Dûm, e che fa notare loro che Sauron è stato sconfitto e ha cessato di esistere; i tre amici intuiscono che Frodo Baggins ha compiuto la sua missione, gettando l'Anello del Potere tra le fiamme del Monte Fato. La notizia solleva immediatamente Eradan, Andriel e Farin, che hanno adempiuto ai loro doveri di protettori delle genti libere.

## Modalità di gioco
La Guerra del Nord è il primo videogioco della serie che offre di vivere la modalità storia accompagnati da altri due personaggi, che oltre ad essere comandati dal computer, possono venire usati da altri due giocatori offline oppure online. Un'altra particolarità inedita è certamente il requisito di età, che in questo caso slitta ai 18 anni, fatto dovuto alla ferocia dei combattimenti orientati molto sul genere splatter.
Per quanto riguarda il motore grafico, esso si presenta molto simile a quello de La Conquista, nonostante sia meglio curato, sia per i personaggi che per gli scenari.
La nuova modalità di combattimento permette al giocatore di sferrare un'infinita sequenza di colpi il cui stile migliora quando si entra in modalità 'Eroe'. Tra l'altro, come in molti videogiochi di ruolo, combattendo nel corso della storia, si assumono punti-esperienza che, dividendosi equamente fra ognuno dei tre personaggi, determinano il livello del giocatore. Ogni giocatore inizia la propria partita dal livello 1, e combattendo e portando a termine le missioni, anche quelle secondarie, potrà raggiungere il livello massimo di 40.
Nel corso dell'avventura sarà possibile trovare e aprire scrigni, a volte astutamente nascosti alla vista, contenenti una grande varietà di oggetti come gemme elfiche, ognuna delle quali avente un potere proprio, la cui qualità varia a seconda che si tratti di una gemma normale, raggiante, fulgida o brillante (miglioramento delle statistiche del personaggio, rigenerazione automatica o sottrazione di salute e/o potere, inflizione di danni da fuoco, ghiaccio, elettricità, ferite profonde, rallentamento, stordimento, possibilità che gli attacchi nemici vadano a vuoto, potenziamento della corazza, aumento del denaro trovato, riduzione dei prezzi nei negozi, riflesso dei danni inflitti dai nemici), pietre preziose, le quali sono soprattutto utili ad incassare, tramite la loro vendita, una quantità consistente di denaro da spendere per l'acquisto di nuovi equipaggiamenti, o semplicemente armi, le quali potranno essere usate, scambiate tra i personaggi o venduti presso il negozio più vicino.

### Survival
La Collector's Edition include due arene: Osgiliath e Lórien nelle quali si deve eliminare un numero crescente di nemici insieme ai propri alleati (in seguito queste due arene sono state inserite anche nelle versioni standard del gioco e risultando sbloccabili dopo aver superato, nella storia centrale, un certo numero di missioni).
La modalità di gioco è costituita da 18 ondate (15 ondate standard e tre ondate contro i boss). Ogni ondata comprende uno svariato gruppo di nemici, che col passare del tempo aumenteranno di forza, di resistenza e in numero.
- Ad Osgiliath si ha l'occasione di affrontare:
  - Goblin;
  - Orchi;
  - Uruk-hai di Mordor Berserker;
  - Troll.
- Nella mini arena di Lórien invece, si può affrontare:
  - I non-morti dei tumuli;
  - Ragni Giganti
  - Troll non morti dei tumuli;
  - Uomini malvagi di Carn Dûm;
  - Troll di caverna.

A causa dell'arena di battaglia non grande e della difficoltà crescente, le due missioni survival risultano più complicate se giocate in modalità single player, con il computer che guida i movimenti degli altri due personaggi. In modalità cooperativa invece, le missioni risultano meno complicate.

## Armi
Ogni personaggio dispone di un'arma primaria e una secondaria (per Eradan e Farin si tratta di armi da lancio). Farin ed Eradan, come arma primaria, possono optare per armi a due mani (la spada per il Ramingo; un'ascia, un martello, una spada o una mazza per il Nano) oppure per una coppia di armi bianche (ovvero un'arma per braccio, tra cui possono rientrare anche gli scudi); Andriel, come arma primaria, può scegliere esclusivamente bastoni magici. Le armi secondarie, per Eradan e Farin, sono costituite dalle armi da lancio: un arco per il ramingo, una balestra per il nano; Andriel, come arma secondaria, può scegliere un'altra arma bianca da corpo a corpo che affiancherà il bastone. 
Inoltre nel corso del gioco è possibile reperire diverse gemme elfiche, con le quali si potrà"impregnare" la propria arma, donandogli alcuni poteri speciali come quelli del fuoco, del ghiaccio, dell'elettricità o semplicemente incrementanto i danni inferti dall'arma. Ogni arma (tra le quali alcune estremamente rare) può essere trovata in forzieri nascosti, acquistata in alcune fucine o trafugata dai corpi dei propri avversari uccisi. Un altro modo, assai remunerativo, per potenziare l'arma (o un pezzo del proprio equipaggiamento) è quello di portare a dama Arwen, presso Granburrone, una certa quantità di Mithril (presente a Monte Gundabad).
In alcuni scenari sono presenti anche delle baliste, che all'occorrenza possono essere adoperate per infliggere danni massicci.

## Personaggi
Come alleati, nel corso della storia i tre protagonisti faranno la conoscenza di molti personaggi, alcuni dei quali li aiuteranno nelle loro missioni. A Fornost, i tre libereranno una grande aquila di nome Beleram che diverrà il loro compagno più prezioso, assistendoli sostanzialmente in quasi tutte le future missioni. Sempre a Fornost, i tre verranno aiutati dai figli gemelli di Elrond: Elladan e Elrohir. Oltre a Beleram, nelle Ettenlande faranno la conoscenza di altre aquile: Baranthor, Armenel e il signore delle aquile Gwaihir. Nel Guado del Sarn, accampamento abitato dai Raminghi, incontreranno Halbarad e altri raminghi che Eradan conosce molto bene. Halbarad assegnerà loro la missione nei Tumulicolli alla ricerca di due raminghi scomparsi: Kilaran e Luin. Quest'ultimo, una volta trovato, li aiuterà nella battaglia contro il signore dei fantasmi dei tumuli, il quale ha soggiogato l'altro ramingo alla sua mercé. A Granburrone invece, i tre potranno interagire con molti protagonisti della storia centrale, a partire da Elrond, Aragorn, Gandalf il Grigio e altri (incluso Frodo). 
Nel prosieguo, i tre presso Monte Gundabad troveranno due nani (Bruni e Nordri) e raggiungeranno la fortezza segreta di Nordinbad, abitata da un manipolo di nani Barbelunghe. Qui, oltre al leader Gorin, si potrà conoscere il simpatico fabbro Buri e l'irascibile sovrintendente Galar.
A Bosco Atro, nel tentativo di trovare lo stregone Radagast, i tre riusciranno a liberare un elfo, Glorihirin, imprigionato dagli orchi.
Come nemici invece, si possono affrontare Goblin, Orchi di ogni sorta tra i quali anche gli Uruk-hai di Mordor, svariate razze di Troll e voraci ragni giganti di Bosco Atro. Infine, è presente il drago Urgost e stregoni votati alla volontà di Sauron come i Númenóreani Neri, a cavallo di mostruose creature alate.

## Colonna sonora
La colonna sonora è composta da Inon Zur. Ogni livello del gioco dispone di diverse tracce.
Il 1º novembre 2011 è stata pubblicata una breve tracklist su CD denominata The Lord of the Rings: War in the North – Original Video Game Score, contenente diverse tracce dell'intera colonna sonora composta invece da circa un centinaio di tracce.
Di seguito è elencata al lista delle 19 tracce musicali del disco.
1. Echoes Of Angmar
Echi di Angmar
2. Between Hammer And Anvil
Tra incudine e martello
3. Sons Of Forgotten Kings
Figli di re dimenticati
4. Nordinbad
Nordinbad
5. Ghosts Of The Grey Mountains
Fantasmi della Montagne Grigie
6. The Savage Ettenmoors
I Selvaggi Erenbrulli
7. Before The Citadel Gate
Prima del porta della cittadella
8. Into The Heart Of The Storm
Nel cuore dell tempesta
9. Realm Of Ancient Kings
Reame di antichi re
10. A Gathering Storm
Un raduno di tempesta
11. The Savage Peaks
Le cime selvagge
12. Men Of Carn Dûm
Uomini di Carn Dûm
13. Trolls!
Troll!
14. Beast Among The Ruins
Bestia fra le Rovine
15. In The Footsteps Of Kings
Sulle orme di Re
16. The Forges Of War
Le fucine di Guerra
17. Halls Of Valor
Sale di valore
18. Shadow On The Ettenmoors: Reprise
Ombra sugli Erenbrulli: Ritornello
19. Against The Darkness
Contro l'oscurità

## Doppiaggio
Il doppiaggio italiano è costituito da doppiatori che per la prima volta donano la propria voce alla serie di Il Signore degli Anelli.
| Personaggio       | Doppiatore         |
| ----------------- | ------------------ |
| Eradan            | Mimmo Strati       |
| Andriel           | Gilberta Crispino  |
| Farin             | Pierluigi Astore   |
| Beleram           | Massimo Milazzo    |
| Gwaihir           | Mario Bombardieri  |
| Armenel           | Massimo Milazzo    |
| Baranthor         | Niseem Onorato     |
| Radagast          | Vladimiro Conti    |
| Elrond            | Pierluigi Astore   |
| Elrohir           | Niseem Onorato     |
| Aragorn           | Fabrizio Pucci     |
| Gandalf           | Toni Orlandi       |
| Legolas           | Niseem Onorato     |
| Gimli             | Fabrizio Temperini |
| Glóin             | Mario Bombardieri  |
| Bilbo Baggins     | Fabrizio Temperini |
| Frodo Baggins     | ?                  |
| Otto Aster        | Alberto Bognanni   |
| Rowlie Meladoro   | Alberto Bognanni   |
| Elmund Brushwood  | Fabrizio Temperini |
| Maradan           | Fabrizio Temperini |
| Bruni             | Massimo Milazzo    |
| Nordri            | Mimmo Strati       |
| Gorin             | Mario Bombardieri  |
| Agandaûr          | Pierluigi Astore   |
| Re degli Stregoni | Fabrizio Temperini |

## Collector's Edition
Per quanto riguarda la Collector's Edition (lett. Edizione del collezionista), ne sono state pubblicate due versioni; una esclusiva per l'America e una per L'Europa e gli altri paesi mondiali.
- La prima versione (per l'America) contiene:
  - il videogioco de Il Signore degli Anelli: La guerra del Nord.
  - due mappe bonus di Osgiliath e Lórien da esplorare.
  - la possibilità di scaricare gratuitamente per la propria console, il tema-sfondo de La Guerra del Nord e la Spada dell'Orco Campione Tharzog con cui equipaggiare il proprio personaggio.
  - un DVD contenente il dietro le quinte e le osservazioni degli addetti alle musiche, più tre tracce bonus della colonna sonora del gioco: Memory of Elder Days (Memoria di vecchi giorni); Shadow on the Ettenmoors (Ombra sugli Erenbrulli) e Fortress of the Witch-King (Fortezza del Re Stregone)
  - una faretra in cuoio nero firmata The Lord of the Ring War in the North.
  - una mappa di circa (50 cm x 50 cm) della terra di mezzo.
- La seconda versione (per l'Europa e gli altri paesi mondiali) contiene:
  - il videogioco de Il Signore degli Anelli: La guerra del Nord in un elegante cofanetto di metallo.
  - due mappe bonus di Osgiliath e Lórien da esplorare.
  - la possibilità di scaricare gratuitamente per la propria console, il tema-sfondo de La Guerra del Nord e la Spada dell'Orco Campione Tharzog con cui equipaggiare il proprio personaggio.
  - un DVD contenente il dietro le quinte e le osservazioni degli addetti alle musiche, più tre tracce bonus della colonna sonora del gioco: Memory of Elder Days (Memoria di vecchi giorni); Shadow on the Ettenmoors (Ombra sugli Erenbrulli) e Fortress of the Witch-King (Fortezza del Re Stregone)
  - una fedele e accurata statuetta di plastica (di circa 18,5 cm di altezza), di un Troll delle nevi con in pugno il nano Farin.

## Citazioni
Tre dialoghi all'interno del gioco, sono stati ispirati da frasi dell'opera di John Ronald Reuel Tolkien.
- Il primo è quello che avviene tra Agandaûr e Tharzog molto simile alla seguente, avvenuta tra Snaga e Shagrat nella fortezza di Cirith Ungol:

"Un grande guerriero passeggia da queste parti, uno di quegli Elfi dalle mani sanguinarie, o uno dei luridi tark.

(da Il Signore degli Anelli: Il ritorno del re)
- Il secondo è quello che avviene tra Eradan e Andriel, ispirato su quello di Boromir e Aragorn ne La compagnia dell'anello:

"E allora partiamo non appena fa giorno domattina, se possibile", disse Boromir. "Il lupo che si ode è peggiore dell'Orco che si teme".

"Giusto!", disse Aragorn, allentando la sua spada nel fodero.

"Ma dove ulula il lupo, anche l'Orco striscia cupo".

(da Il Signore degli Anelli: La Compagnia dell'Anello)
- Il terzo ed ultimo, è quello che avviene tra Agandaûr e il Drago Úrgost molto simile alla seguente, avvenuta tra Dáin e un messaggero di Mordor:

"...Dáin disse: 'La mia risposta non è un si né un no. Devo riflettere sul tuo messaggio e su ciò che implica dietro le belle apparenze'.

"'Rifletti bene, ma non troppo a lungo', disse il messaggero.

"'Il tempo del mio pensiero è mio, e sono libero di impiegarne quanto voglio', rispose Dáin.

"'Per ora' disse l'altro cavalcando via nell'oscurità."

(da Il Signore degli Anelli: La Compagnia dell'Anello)